# 索伦镇
索伦镇，是中华人民共和国内蒙古自治区兴安盟科尔沁右翼前旗下辖的一个乡镇级行政单位。

## 行政区划
索伦镇下辖以下地区：
联兴社区、桥南社区、联合社区、联胜社区、联丰社区、联兴嘎查、联发嘎查、联合嘎查、联胜嘎查、联丰嘎查、宝田嘎查、岗根套海嘎查、丰林嘎查、乌敦嘎查、吉拉斯台嘎查和草根台嘎查。